# Fawwaz Traboulsi
Fawwaz Traboulsi (arab. فواز طرابلسي / Fauwāz Ṭarābulusī; geb. 1941) ist ein libanesischer Historiker, Journalist und Politiker.

## Leben
Er lehrt als Professor für Politikwissenschaft und Geschichte  an der Lebanese American University (LAU) in Beirut und ist Autor mehrerer Bücher. Mit seinem Buch History of Modern Lebanon unternahm er den Versuch, die neuere Geschichte des Libanon von der Zeit der Osmanischen Herrschaft bis zum Abkommen von Taif (Libanesischer Bürgerkrieg) abzuhandeln. Eine ältere Darstellung stammt von dem libanesischen Historiker Kamal Salibi (1965).
Traboulsi war mit Ahmed Beydoun und Wadah Sharara eine der prominentesten Persönlichkeiten der Bewegung Sozialistischer Libanon (arab. لبنان الاشتراكي / Socialist Lebanon), die Anfang der 1970er-Jahre mit der Organisation der Libanesischen Sozialisten (Organization of Lebanese Socialists) fusionierte, um die Kommunistische Aktionsorganisation im Libanon (Communist Action Organization in Lebanon) zu gründen. Er gilt als eines der prominentesten Gesichter der Libanesischen Nationalbewegung. Später studierte und promovierte er in Frankreich an der Universität Paris VIII in Paris. 

## Schriften
- Identités et solidarités croisées dans les conflits du Liban contemporain; Thèse de Doctorat d’Histoire – 1993, Université de Paris VIII, 2007 (auf französisch; Auszug)
- A History of Modern Lebanon, Pluto Press, London 2007 Online (2. Aufl. 2012)